# Radostin Kishishev
Radostin Prodanov Kishishev - em búlgaro, Радостин Проданов Кишишев (Burgas, 30 de julho de 1974) é um ex-futebolista e treinador de futebol búlgaro. Atualmente é diretor das categorias de base do Chernomorets 1919, onde também atua como técnico da equipe Sub-19.

## Carreira
Em 21 anos de carreira profissional, iniciada em 1991, Kishishev jogou em seu país natal por Chernomorets Burgas, Naftex Burgas e Litex Lovech, e fez sucesso no futebol inglês, onde atuou por Charlton Athletic, Leeds United (duas passagens, por empréstimo), Leicester City e Brighton & Hove Albion.
Teve também uma passagem pela Turquia, defendendo o Bursaspor, até então um clube inexpressivo do país. Encerrou a carreira de jogador em 2012, após uma temporada no Chernomorets Burgas, virando diretor de futebol no mesmo ano.
Sua primeira experiência como técnico foi no Vereya Stara Zagora, em passagem que durou apenas 5 meses. Treinaria ainda PFC Burgas e Neftochimic em 2015, sem destaque. Desde 2017, acumula os cargos de diretor das categorias de base e treinador da equipe Sub-19 do Chernomorets 1919.

## Seleção Búlgara
Kishishev estreou pela Seleção Búlgara em 1996, ano que disputou a Eurocopa realizada na Inglaterra. Dois anos depois, foi chamado para atuar na Copa da França. Em ambos os torneios, a equipe amargou a eliminação na primeira fase.
Era nome garantido na convocação para a Eurocopa de 2004, mas foi surpreendentemente excluído da lista de 23 jogadores chamados por Plamen Markov. Marcou seu único gol em 88 jogos pela Seleção em setembro de 2009, pelas eliminatórias da Copa de 2010, na vitória por 4 a 1 sobre Montenegro.